# باتريس إيفرا
باتريس لاتير إيفرا (بالفرنسية:  Patrice Evra)‏ ، من مواليد 15 مايو 1981 في دكار في السنغال ، لاعب كرة قدم فرنسي معتزل .
بدأ مسيرته الكروية مع نادي مارسالا الإيطالي في موسم 1998/1999، ولعب معهم 24 مباراة وسجل 3 أهداف، وفي موسم 1999/2000 انتقل إلى نادي مونزا الإيطالي، ولعب معهم 3 مباريات، وفي عام 2000 انتقل إلى نادي نيس، ولعب معهم حتى عام 2002، وشارك معهم في 40 مباراة وسجل هدف واحد، وفي عام 2002 انتقل إلى نادي موناكو، ولعب معهم حتى عام 2006، وشارك معهم في 120 مباراة وسجل هدف واحد، ومن عام 2006 لعب مع نادي مانشستر يونايتد الإنجليزي حتى 2014 ثم عاد إلى إيطاليا من جديد عبر بوابة بطل الدوري الإيطالي نادي يوفنتوس.مقابل 1.800 مليون جنيه استرليني
و قد بدأ باللعب مع منتخب فرنسا لكرة القدم في عام 2004

## مسيرة اللاعب

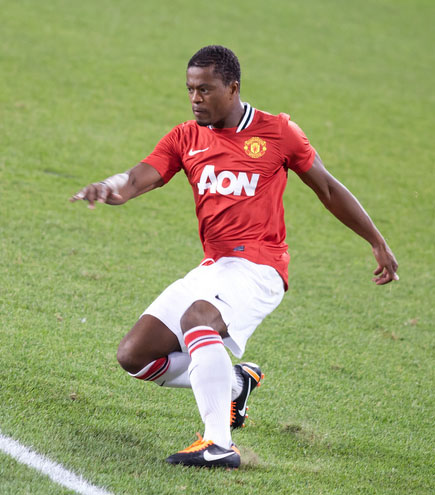
ايفرا مع مانشستر يونايتد

عاد ايفرا إلى فرنسا للعب لنيس. في الأصل لاعب خط الوسط قبل أن يتحول إلى اللعب كظهير. في عام 2002، انتقل إلى نادي موناكو وساهم مع الفريق الذي فاز في كأس الدوري الفرنسي في عام 2003.
وظهر أيضا في المنافسات الأوروبية للمرة الأولى في مسيرته، وفي موسم 2003-04، وكان يلغب كظهير أيسر في فريق موناكو الذي بلغ نهائي دوري أبطال أوروبا عام 2004. في نفس الموسم محليا.
على الرغم من غيابه عن اللعب في كأس الأمم الأوروبية عام 2004، ارتبط اللاعب للانتقال إلى مانشستر يونايتد في إنجلترا، ويوفنتوس وانترناسيونالي في إيطاليا.
مانشستر يونايتد
بتاريخ 27 ديسمبر، كشفت مصادر فرنسية أن مانشستر يونايتد كان مهتم بالتعاقد ايفرا.
على الرغم من الشائعات أن موناكو توصل لاتفاق نقل مع النادي الإيطالي إنتر، في 3 يناير 2006، كشف ايفرا انه يفضل الانتقال إلى إنجلترا لينضم إلى مانشستر يونايتد.
في اليوم التالي، أصدر مانشستر يونايتد رسميا لمحاولة نقل الاعب.
يوم 6 يناير، أكد مدرب مانشستر يونايتد اليكس فيرغسون ان صفقة ايفرا تم القيام بها.
بعد أربعة أيام، انضم ايفرا النادي مقابل رسوم نقل نحو 5.5 مليون جنيه استرليني لمدة ثلاث سنوات ونصف.
بعد انضمامه للفريق، أكد إيفرا أن مانشستر كانت وجهته المقبلة حيث قال "لم أكن حريص جدا على المضي قدما في محادثات مع ارسنال، ليفربول أو ريال مدريد، وجميعها تحدثت مع وكيل أعمالي في الموسمين الماضيين. وكما قلت للمسؤولين موناكو، أردت فقط أن نسمع عن مانشستر "
يوفينتوس
في تاريخ 21/72014 توصل فريق السيدة العجوز لأتفاق تم بنقل ايفرا إلى تورينو في إيطاليا ففاز معهم بلقبي سكوديتو ولقبي كأس إيطاليا كما خسر نهائي دوري الابطال في موسم 2015 وهو لحد الآن مرتبط بعقد ساري مع اليوفينتوس

## روابط خارجية
- باتريس إيفرا على موقع الاتحاد الدولي (مؤرشف)  (الإنجليزية)
- باتريس إيفرا على موقع الاتحاد الأوربي (الإنجليزية)
- باتريس إيفرا على موقع رابطة كرة القدم الفرنسية للمحترفين (الإنجليزية)
- باتريس إيفرا على موقع قاعدة بيانات كرة القدم.إي يو (الإنجليزية)
- باتريس إيفرا على موقع ليكيب (الفرنسية)
- باتريس إيفرا على موقع ناشيونال فوتبول تيمز (الإنجليزية)
- باتريس إيفرا على موقع Soccerbase.com (لاعب) (الإنجليزية)
- باتريس إيفرا على موقع Soccerway.com (الإنجليزية)
- باتريس إيفرا على موقع عالم كرة القدم.نت (الإنجليزية)
- باتريس إيفرا على موقع كووورة